# Ippolito II d'Este
Ippolito II d'Este (Ferrara, 25 augustus 1509 – Rome, 2 december 1572) was de tweede zoon van Alfonso I d'Este, hertog van Ferrara en Lucrezia Borgia, dochter van paus Alexander VI (1492-1503).
Op tienjarige leeftijd werd hij tot aartsbisschop van Milaan benoemd, als opvolger van zijn oom Ippolito I d'Este. Van 1536 tot 1539 verbleef hij aan het hof van Frans I van Frankrijk, die in 1539 zijn benoeming tot kardinaal doordrukte.  Van 1539 tot 1551 was hij aartsbisschop van Lyon, van 1551 tot 1562 aartsbisschop van Auch en van 1562 tot 1566 aartsbisschop van Arles.
In 1549 liet hij een watertuin aanleggen in de van zijn paleis in Tivoli. De aanleg duurde 20 jaar. In de tuin bevindt zich ook een model van Rome; omdat de toenmalige paus d'Este verboden had om naar Rome te komen, liet hij Rome naar zijn paleis komen. In de 19e eeuw is een groot deel van het model gesloopt.
In 1567 schonk hij het paleis van zijn familie in Ferrara, het Palazzo Paradiso, aan de stad en de universiteit.